# 在アメリカ合衆国イギリス大使
在アメリカ合衆国イギリス大使（ざいアメリカがっしゅうこくイギリスたいし）は、アメリカ合衆国に派遣されるイギリスの外交使節である。正式名は国王陛下の在アメリカ合衆国大使 (His Majesty's Ambassador to the United States of America)。
在アメリカ合衆国イギリス大使館と大使公邸はワシントンD.C.のマサチューセッツ通りに面した位置に建つ。サー・エドウィン・ラッチェンス(Edwin Lutyens) によって設計され、1928年に建造された。

## 任務
駐米大使の地位は、英国外務省の常任次官（かつては欧州連合の常任議員）のそれと共に、英国の外交機関における最重要職の1つとされる。
大使の主たる義務は、米国の政府や国民に英国の政策を提示し、米国の政策と見解をイギリス政府に報告することである。大使は2国間の主要な連絡経路として奉仕し、条約交渉の際に重要な役割を演じる。
大使は、駐米英国領事部の長である。取引を支持して外交活動を指示するのみならず、査証の発給や、米国内の英国市民に対する領事の支援に関する最終的責任を有する。また、両国の文化的関係を管轄する。

## 歴史
初の駐米英国使節ジョージ・ハモンド (George Hammond) は、1791年7月5日に任命された。彼は、在ワシントン公使 (Minister in Washington)、または在アメリカ合衆国公使 (Minister to the United States of America) の肩書きを有した。
1809年、デイヴィッド・モンタギュー・アースキンと大統領ジェームズ・マディソンは大西洋上での船舶輸送に関する英米の論争に際して和解交渉をした。これが成功すれば米英戦争を回避できたかもしれない。しかし、この取引は国王ジョージ3世に拒絶され、英国政府はアースキンを召還した。
1850年代まで、使節の職名は「在アメリカ合衆国女王陛下の特命使節および全権公使 (Her Majesty's Envoy Extraordinary and Minister Plenipotentiary to the United States of America)」であり、英国は米国内のいくつかの都市に領事館を置いていた。サー・ジョン・クランプトン準男爵在任中の1854年から1855年にかけて、英国領事は米国に対し、クリミア戦争への義勇兵徴募を求めた。米国政府は猛反対し、大統領フランクリン・ピアースはクランプトンの本国召還を要求した。イギリスがこれを拒絶したため、米国政府は1856年5月、ニューヨーク、フィラデルフィア、シンシナティに駐在する英国領事らと共に、クランプトンを解雇した。幾多の交渉の末、翌年英国は公使館をワシントンに再び設置することを認められ、フランシス・ネイピアが新任の公使に就任した。
1893年、ワシントンの英国在外公館は公使館から大使館に昇格し、サー・ジュリアン・ポーンスフットが「在アメリカ合衆国イギリス女王陛下の特命全権大使(Her Britannic Majesty's Ambassador Extraordinary and Plenipotentiary to the United States)」の職名で、英国初の駐米大使に任命された（1889年着任）。

## 歴代大使

### 特命使節および全権公使(1791年-1893年)

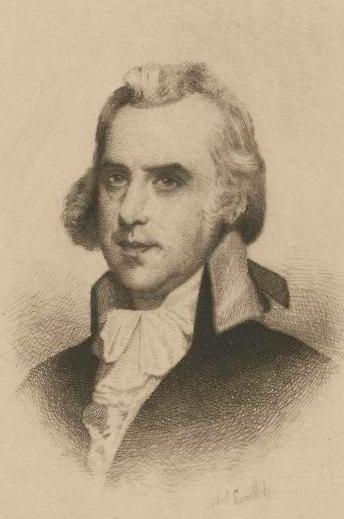
ジョージ・ハモンド

- 1791-1795: ジョージ・ハモンド（英語版）
- 1796-1800: サー・ロバート・リストン[1]
- 1803-1806: アンソニー・メリー（英語版）[2]
- 1807-1809: デイヴィッド・アースキン閣下[3]
- 1809-1811: フランシス・ジェームズ・ジャクソン（英語版）[4]
- 1811-1812: サー・オーガスタス・フォスター（英語版）
- 1812-1815: 米英戦争により、派遣せず
- 1815-1820: サー・チャールズ・バゴット（英語版）[5]
- 1820-1824: ストラトフォード・カニング[6]
- 1825-1835: サー・チャールズ・リチャード・ヴォーン（英語版）[7]
- 1835-1843: ヘンリー・スティーヴン・フォックス（英語版）[8]
- 1843-1847: リチャード・パケナム[9]
- 1849-1852: サー・ヘンリー・ブルワー（英語版）[10]
- 1852-1856: サー・ジョン・クランプトン準男爵（英語版）[11]
- 1857-1858: ネイピア卿[12]
- 1858-1865: ライオンズ男爵（英語版）[13]
- 1865-1867: サー・フレデリック・ブルース（英語版）[14]
- 1867-1881: サー・エドワード・ソーントン（英語版）[15]
- 1881-1888: ライオネル・サックヴィル＝ウェスト（英語版）[16]
- 1889–1893: サー・ジュリアン・ポーンスフット（英語版）[17]

### 特命全権大使 (1893年以降)
- 1893-1902: サー・ジュリアン・ポーンスフット
- 1902-1903: サー・マイケル・ハーバート（英語版）閣下[18]
- 1903-1906: サー・モーティマー・デュラン（英語版）[19]
- 1907-1913: ブライス子爵[20]
- 1913-1918: サー・セシル・スプリング・ライス（英語版）[21]
- 1918-1919: レディング伯爵
- 1919-1920: グレイ・オブ・ファロドン子爵
- 1920-1924: サー・オークランド・ゲッデス（英語版）
- 1924-1930: サー・エスメ・ハワード（英語版）[22]
- 1930-1939: サー・ロナルド・リンジー（英語版）[23]
- 1939-1940: ロジアン侯爵（英語版）
- 1940-1946: ハリファックス子爵
- 1946-1948: インヴァーチャペル男爵（英語版）[24]
- 1948-1952: サー・オリヴァー・フランクス
- 1953-1956: サー・ロジャー・メイキンズ（英語版）[25]
- 1956-1961: サー・ハロルド・カッシア（英語版）[26]
- 1961-1965: サー・デイヴィッド・オーンズビー＝ゴア（英語版）閣下[27]
- 1965-1969: サー・パトリック・ディーン（英語版）[28]
- 1969-1971: サー・ジョン・フリーマン（英語版）[29]
- 1971-1974: クローマー伯爵（英語版）[30]
- 1974-1977: サー・ピーター・ラムズボサム（英語版）閣下[31]
- 1977-1979: ピーター・ジェイ（英語版）[32]
- 1979-1982: サー・ニコラス・ヘンダースン[33]
- 1982-1986: サー・オリヴァー・ライト（英語版）
- 1986-1991: サー・アントニー・アクランド（英語版）[34]
- 1991-1995: サー・ロビン・レンウィック（英語版）
- 1995-1997: サー・ジョン・カー（英語版）
- 1997-2003: サー・クリストファー・マイヤー（英語版）
- 2003-2007: サー・デイヴィッド・マニング（英語版）
- 2007-2012: サー・ナイジェル・シェインウォールド（英語版）[35]
- 2012-2016: サー・ピーター・ウェストマコット（英語版）
- 2016-2019: サー・キム・ダロック[36]
- 2020-2025: カレン・ピアース（英語版）
- 2025-現職: マンデルソン卿[37]

## フィクション内での大使
- ジョン・マーベリー卿（NBC放映「ザ・ホワイトハウス」）
- サー・マーク・ブライドン（BBC放映「ザ・ステイト・ウィズイン」）

## 註
1. ↑  "No. 13874". The London Gazette (英語). 12 March 1796. p. 249. 2011年6月10日閲覧。
2. ↑  London Gazette: no. 15553, page 114, 25 January 1803.
3. ↑  "No. 15938". The London Gazette (英語). 19 July 1806. p. 897. 2011年6月10日閲覧。
4. ↑  London Gazette: no. 16260, page 736, 23 May 1809.
5. ↑  London Gazette: no. 17020, page 1076, 6 June 1815.
6. ↑  London Gazette: no. 17617, page 1430, 22 July 1820.
7. ↑  London Gazette: no. 18121, page 513, 26 March 1825.
8. ↑  London Gazette: no. 19310, page 1791, 25 September 1835.
9. ↑  London Gazette: no. 20279, page 3705, 14 November 1843.
10. ↑  London Gazette: no. 20972, page 1378, 27 April 1849.
11. ↑  London Gazette: no. 21284, page 183, 23 January 1852.
12. ↑  London Gazette: no. 21961, page 239, 23 January 1857.
13. ↑  London Gazette: no. 22209, page 5415, 14 December 1858.
14. ↑  London Gazette: no. 22945, page 1324, 3 March 1865.
15. ↑  London Gazette: no. 23330, page 6704, 6 December 1867.
16. ↑  London Gazette: no. 24994, page 8404, 8 July 1881.
17. ↑  London Gazette: no. 25917, page 1863, 2 April 1889.
18. ↑  London Gazette: no. 27471, page 5751, 5 September 1902.
19. ↑  London Gazette: no. 27614, page 6854, 10 November 1903.
20. ↑  London Gazette: no. 27995, page 1065, 15 February 1907.
21. ↑  London Gazette: no. 28713, page 2975, 25 April 1913.
22. ↑  "No. 32907". The London Gazette (英語). 12 February 1924. p. 1265. 2011年6月10日閲覧。
23. ↑  "No. 33592". The London Gazette (英語). 28 March 1930. p. 1960. 2011年6月10日閲覧。
24. ↑  "No. 37828". The London Gazette (英語). 24 December 1946. p. 6253. 2011年6月10日閲覧。
25. ↑  "No. 39838". The London Gazette (英語). 28 April 1953. p. 2357. 2011年6月10日閲覧。
26. ↑  "No. 40981". The London Gazette (英語). 22 January 1957. p. 502. 2011年6月10日閲覧。
27. ↑  "No. 42519". The London Gazette (英語). 21 November 1961. p. 8445. 2011年6月10日閲覧。
28. ↑  "No. 43654". The London Gazette (英語). 18 May 1965. p. 4861. 2011年6月10日閲覧。
29. ↑  "No. 44912". The London Gazette (英語). 7 August 1969. p. 8127. 2011年6月10日閲覧。
30. ↑  "No. 45324". The London Gazette (英語). 18 March 197. p. 2389. 2011年6月10日閲覧。
31. ↑  "No. 46272". The London Gazette (英語). 23 April 1974. p. 5068. 2011年6月10日閲覧。
32. ↑  "No. 47308". The London Gazette (英語). 23 August 1977. p. 10881. 2011年6月10日閲覧。
33. ↑  "No. 47968". The London Gazette (英語). 2 October 1979. p. 47968. 2011年6月10日閲覧。
34. ↑  "No. 50551". The London Gazette (英語). 13 June 1986. p. 3. 2011年6月10日閲覧。
35. ↑  The British Ambassador
36. ↑  "Darroch,Sir (Nigel) Kim". Who's Who (英語) (online edn, Nov 2015 ed.). A & C Black. 2016年1月29日閲覧。 (要購読、またはイギリス公立図書館への会員加入)
37. ↑  “英、駐米大使にマンデルソン氏　トランプ氏対応で労働党重鎮起用”. (2025年5月15日)[]